# Grand port autonome de Martinique
 (février 2020).
 (janvier 2021).
Le port de Fort-de-France ou port autonome de Martinique est le port de commerce principal de Martinique.
Grâce à sa position centrale, tant sur l’île qu’au sein des Caraïbes, il joue un rôle majeur dans le développement économique de la Martinique. 

## Historique

### XIXesiècle
En 1807, la ville est nommée chef-lieu de la Martinique et devient Fort-de-France. Mais à cause de la concurrence avec Saint-Pierre, elle a un développement plutôt lent face à sa rivale. Cependant les deux villes se complètent l'une et l'autre, Saint-Pierre est un port de mouillage et Fort-de-France sert de port de carénage. Au cours des années 1860, de nouveaux aménagements portuaires sont réalisés à Fort-de-France et un bassin de radoub est inauguré en 1868.

### XXesiècle
En 1902, la destruction de Saint-Pierre aura une influence déterminante dans le développement du port de Fort-de-France. À la suite d'un afflux en masse des populations du nord de l'île, la capitale s'approprie l'ensemble des fonctions portuaires, industrielles et la direction économique et commerciale de la Martinique.

### XXIesiècle
Le port devient un établissement public.

## Infrastructures
Le port de Fort-de-France dispose au total de 2,7 km de quais et plus de 30 hectares de terre-pleins. Ses infrastructures se divisent comme suit  :

### Appontement Pointe Simon
Un ponton de 300 m de long avec une capacité d'accueil de navires allant de 200  à   365 m sous 10 m d'eau, aux portes du centre ville. Il est destiné à l'accueil des navires de croisière.

### Bassin de Radoub
Pour la réparation navale, équipé d'un bassin de carène de 180 m de long et de 23,5 m de large. On peut y effectuer des réparations diverses et une maintenance de l'équipement des navires.

### Quai des Tourelles
Une autre infrastructure destinée à l'accueil des navires de croisière sur un quai de 325 m de long et d'une hauteur d'eau de 11 m.

### Hydrobase
Pour l'accueil des navires rouliers et vraquiers, équipée d'un quai de 640 m avec une hauteur d'eau allant de 11  à   12 m, ainsi que d'installations destinées à la manutention de céréales, d'une rampe pour Roro[Quoi ?], d'un parc à véhicules, et de hangars de stockage.

### Pointe des Carrières
Site d'approvisionnement en hydrocarbures, engrais et produits de l'industrie du ciment, a une capacité d'accueil pour des navires allant jusqu'à 120 000 DWT avec une hauteur d'eau de 17 m.

### Pointe des grives
Destiné aux conteneurs, équipé d'un quai de 450 m avec une hauteur d'eau de 14 m, de 3 portiques avec une capacité de 40 t de levage, de 14 chariots cavaliers, et d'une capacité de 250 000 EVP (500 reefers) sur une surface de 16 hectares.

### Marina de l'étang Z'abricot
Est composée de trois terre-pleins (Marché, Z’abricots, Grives) d’une surface totale 43, 6 hectares, dont 3,4 ont été gagnés sur la mer, et accueillera à la fin des travaux jusqu'à 300 bateaux de plaisance.

## Services
Il est mis à disposition des services de pilotage, ravitaillement, réparation, remorquage ainsi que la collecte des déchets des navires. Ces services sont pour la plupart proposés par des sociétés privées.

## Gestion
Le port possède la propriété et l'auto-gestion de ses activités par l'établissement public Grand Port Maritime de la Martinique depuis le 1er janvier 2013.

## Trafic
Le port de Fort-de-France traite plus de 3,1 millions de tonnes de marchandises par an, dont 70 % à l'importation, ce qui créée une dépendance océanique de l'île pour son ravitaillement.

### Nombre de navires
Le nombre de bateaux de croisière est en baisse constante depuis le début des années 2000 ne parvenant pas à rattraper son retard sur l'offre anglais voisine.
De plus, le trafic de passager est lui aussi en baisse au profit du transport aérien.

### Quantité de marchandises
Les trafics importés (2 336 400 tonnes en 2009) sont constitués essentiellement par les importations de pétrole brut raffiné sur place et des marchandises diverses conteneurisées. Ces dernières ont une tendance à la baisse.
Le trafic exporté est composé essentiellement de marchandises en conteneurs dont la marchandise la plus répandue est la banane.